# 497 Iva
497 Iva è un asteroide della fascia principale. Scoperto nel 1902, presenta un'orbita caratterizzata da un semiasse maggiore pari a 2,8591851 UA e da un'eccentricità di 0,2962696, inclinata di 4,81158° rispetto all'eclittica.
Il suo nome è dedicato ad Iva Shores, una bambina che viveva nella casa dello scopritore.